# Harold Humby
Harold Robinson „Harry“ Humby (* 8. April 1879 in London; † 23. Februar 1923 ebenda) war ein britischer Sportschütze.

## Erfolge
Harold Humby nahm an drei Olympischen Spielen teil. Bei den Olympischen Spielen 1908 in London belegte er mit dem Kleinkalibergewehr im Wettkampf auf das verschwindende Ziel den achten Platz, während er im liegenden Anschlag mit 386 Punkten den zweiten Platz erreichte und die Silbermedaille erhielt. Im Mannschaftswettbewerb, bei dem nur drei Mannschaften antraten, setzten sich die Briten mit 771 Punkten gegen Schweden und Frankreich durch und wurden damit Olympiasieger. Neben Humby gehörten Maurice Matthews, Edward Amoore und William Pimm zur britischen Mannschaft. Er war mit 194 Punkten der zweitbeste britische Schütze. 1912 trat er in Stockholm im Trap an und beendete den Einzelwettkampf auf dem vierten Rang. Im Mannschaftswettbewerb hielten die Briten mit 511 Punkten die deutsche Mannschaft um einen Punkt auf Abstand und sicherten sich hinter der US-amerikanischen Mannschaft (532 Punkte) die Silbermedaille. Humby war dieses Mal mit 91 Punkten bester Schütze der Mannschaft, zu der außerdem Alexander Maunder, William Grosvenor, George Whitaker, Charles Palmer und John Butt gehörten. 1920 ging er in Antwerpen lediglich nochmals mit der Trapmannschaft an den Start und verpasste mit ihr als Vierter einen erneuten Medaillengewinn.
Humby war Captain des Middlesex Regiment (Duke of Cambridge's Own) der British Army.